# 宮島喜文
宮島 喜文（みやじま よしふみ、1951年7月28日 - ）は、日本の政治家、臨床検査技師、細胞検査士。自由民主党所属の元参議院議員（1期）。
日本臨床衛生検査技師会会長を2期務めたほか、中央社会保険医療協議会専門委員、財務大臣政務官などを歴任した。

## 経歴
長野県下伊那郡泰阜村出身。長野県阿南高等学校卒業後、帝京医学技術専門学校に進学、臨床検査技師となる道を選ぶ。
1972年4月、長野県に入庁。20代から30代は、山間地域の医療を担う長野県立木曽病院・阿南病院に勤務。往診の際、患者だけでなく家族の健康状態も尋ねる医師の姿勢に「医療とは、社会を見つめるもの」であると考えるようになったという。
2006年4月、長野県立こども病院副院長に就任。2010年4月、長野県立木曽病院副院長に就任。自ら立ち上げた医療技術部の部長を兼務、「チーム医療」の強化や人材育成に尽力した。
2012年、日本臨床衛生検査技師会会長に就任。会長職は2期を務めた

### 参議院議員

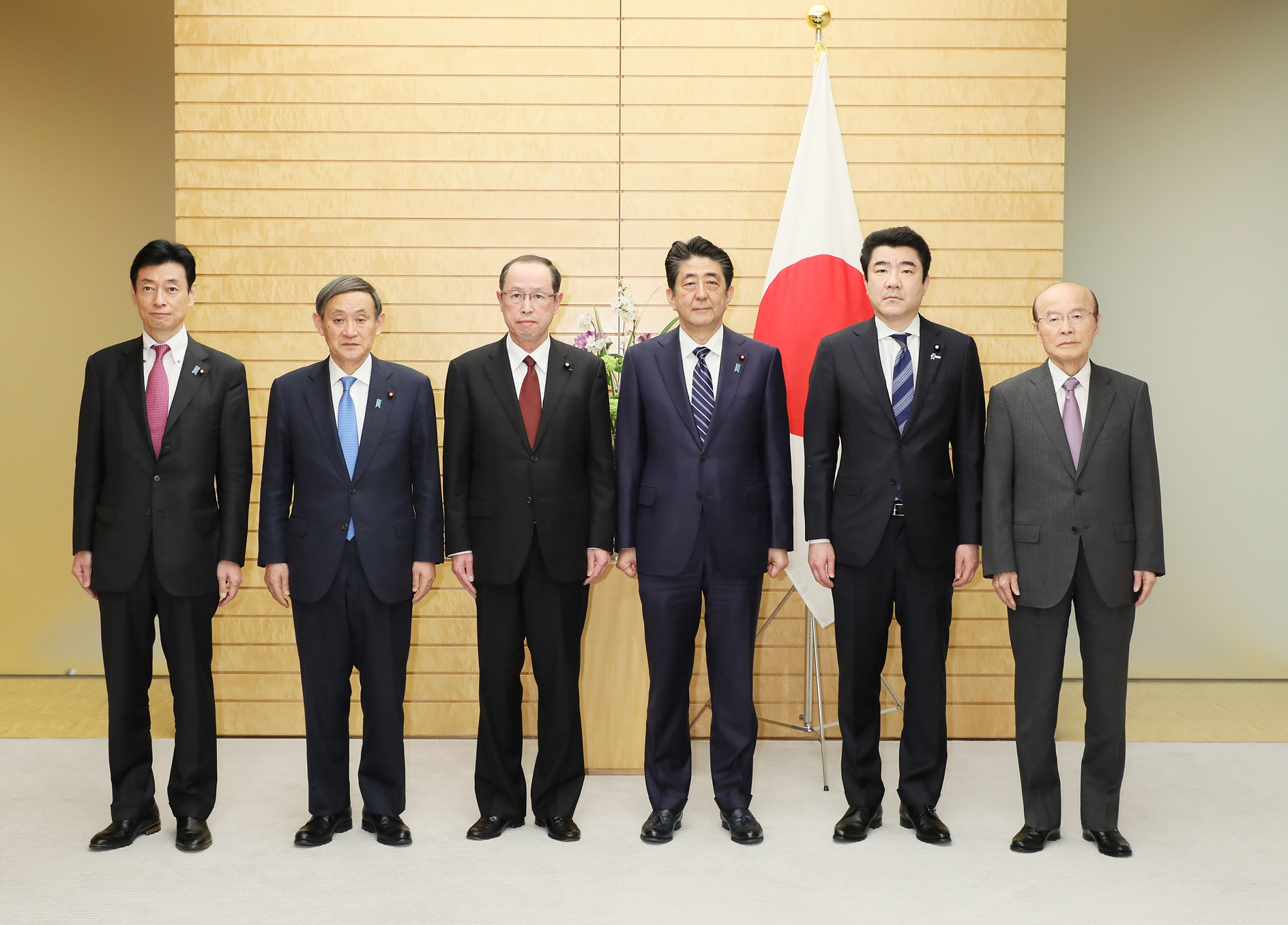
2019年4月、財務大臣政務官就任時の記念撮影にて（左から3人目が宮島）

2015年、同じ臨床検査技師出身で、自民党・細田派の参議院議員の伊達忠一から、翌年の参院選への立候補から打診される。同年8月28日、宮島が出馬の意向を固めたことが報じられた。
参議院比例区には、臨床検査技師出身の細田派の赤石清美がいたが、自民党は宮島に公認を出した。事実上、赤石の後継候補となることが決まった。赤石は2016年5月27日に正式に不出馬を表明した。
赤石が初当選した2010年の参院選の比例区で自民党は12議席を獲得し、赤石は10万8千票の得票で何とか12番目にすべり込んだ。宮島は、日本臨床衛生検査技師会のほか、日本衛生検査所協会や日本臨床検査薬協会、日本臨床検査薬卸連合会など検査関連団体の支持を得たものの、「正直、当選できる自信はなかった」と証言している。
2016年7月10日の第24回参議院議員通常選挙で、自民党は比例代表に25人の候補者を擁立し、19議席を獲得。宮島は17番目の得票数で初当選した。当選後、清和政策研究会（細田派）に入会。
2019年4月8日、参議院議員の渡辺美知太郎は、那須塩原市長の君島寛の死去に伴う市長選挙に立候補する意向を表明し、財務大臣政務官を退任。同日、宮島は同政務官に任命された。
2022年7月執行予定の第26回参議院議員通常選挙にも比例区で自民党の公認を得ていたが、4月15日付で公認辞退が発表された。
2023年、旭日中綬章受章。

## 人物

### 統一教会との関係
参院選における支援

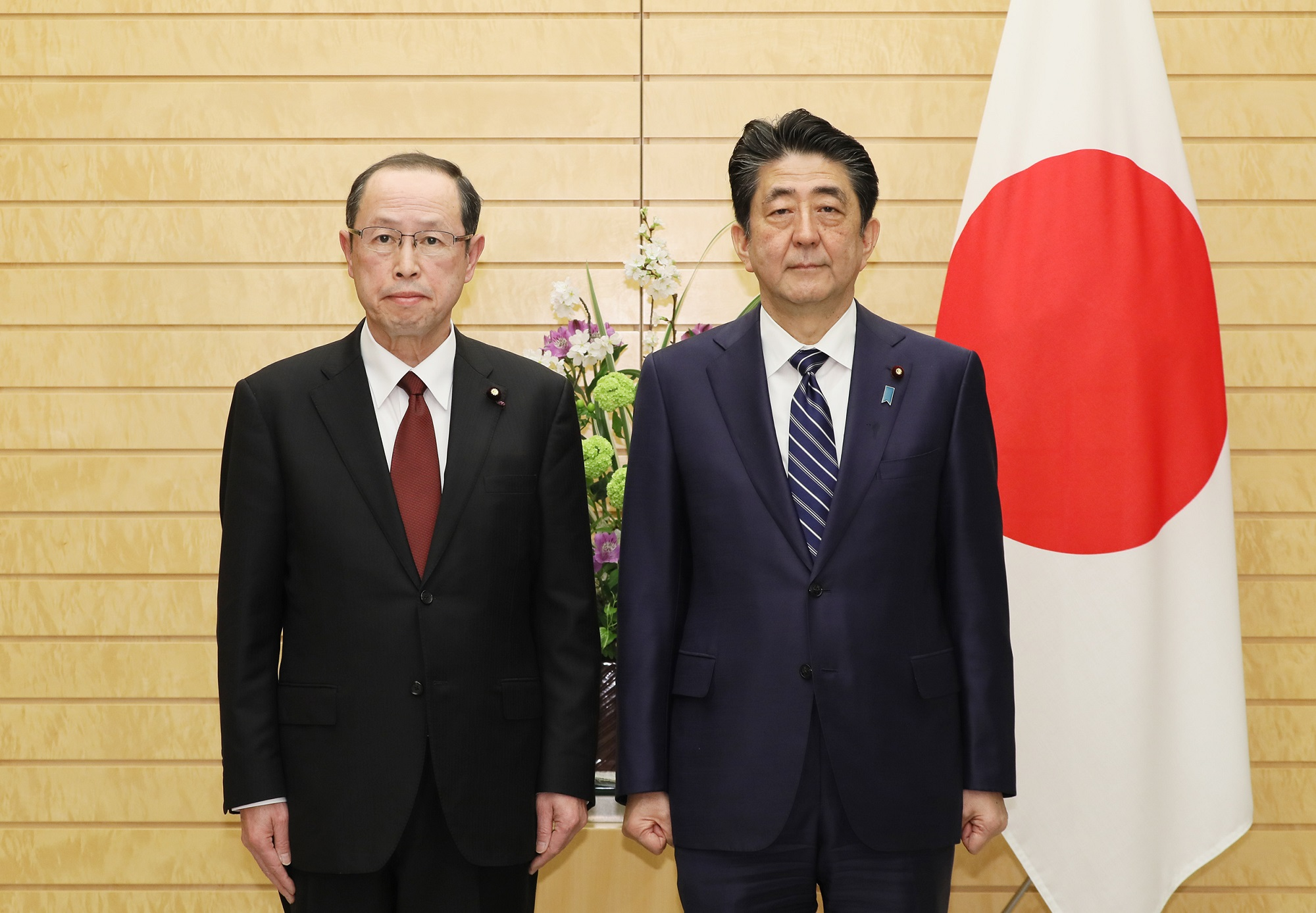
宮島と安倍晋三（2019年4月）

- 2016年の参院選に、宮島は、同じ臨床検査技師出身で細田派に所属する伊達忠一からの打診を受け、立候補を決めた。「票が足りない」と踏んだ伊達は安倍晋三首相に世界平和統一家庭連合（旧統一教会）の組織票を回すよう依頼し、安倍はこれを了承。公示の直前、伊達は、「世界平和連合」の支援を取り付けたことを宮島に告げた。宮島は「世界平和連合」が統一教会と関係があると知らされて戸惑うが、陣営幹部から「上がつけてくれた団体ですから、もうあとには引けません」「外でおおっぴらに言っちゃいけません」と忠告された[6]。この結果、宮島に統一教会の票が回り[16][17]、宮島は自民党が比例で獲得した19議席中、17位で初当選を果たした[10]。元事務所職員も宮島が「世界平和連合」[18]から推薦を受けていたと証言し[19]、宮島自身もその事実を認めた[20]。

- 2022年の参院選に際して、宮島は安倍に2回会いに行き、前回選と同様に「世界平和連合」の支援を依頼した。しかし安倍は「6年前のような選挙協力は難しいかもしれない」と返答した[20]。代わって伊達が接触すると、安倍はかつて自身の首相秘書官を務めた元職の井上義行に票を割り振ると述べ、明確に断った[16][17]。再選の望みが薄いことを悟った宮島は同年4月に公認を辞退し、不出馬を選んだ[14]。

イベント・関連議員連盟
- 2017年5月14日、世界平和統一家庭連合（旧統一教会）のイベント「孝情文化フェスティバル in TOKYO」に来賓として出席。祝辞で韓鶴子総裁の参加を称えるとともに「昨年7月の参議院選挙で皆様方の応援をいただき当選させていただきました」と述べた[21]。
- 2018年7月1日、統一教会が、韓総裁を主賓に迎えて「日本宣教60周年 2018神日本家庭連合 希望前進決意2万人大会」をさいたまスーパーアリーナで開催した。来賓として、宮島、工藤彰三、柳本卓治、三ッ林裕巳、神山佐市、本村賢太郎の6人の国会議員が招かれた[22]。
- 2018年10月25日、統一教会の関連政治団体「国際勝共連合」が創立50周年記念大会をザ・キャピトルホテル 東急で開催。宮島は同大会に出席した[23][24][25]。
- 2021年6月11日、統一教会の関連団体「天宙平和連合」が創設した世界平和国会議員連合の日本の議員連盟「日本・世界平和議員連合懇談会」の総会が衆議院第一議員会館で開催。宮島を含む20人の国会議員が出席し[26]、宮島は事務局長と幹事に就任した。同議連は前年に設立された団体で、初代会長は大野功統だった[27][28]。総会で会長に選出された原田義昭は6月15日、フェイスブックにその旨を記載するとともに、出席議員と国際勝共連合会長の梶栗正義がガッツポーズをする写真を掲載した[26][28]。翌16日、原田は投稿から写真だけ削除した[29]。
- 2022年6月13日、「日本・世界平和議員連合懇談会」は総会を開催。宮島は前年に続いて事務局長に選出された。顧問である国際勝共連合会長の梶栗が講演をし、講演の際、統一教会の関連団体「平和政策研究所（IPP）」が発行する「政策情報レポート」が配られた。総会資料のアンケート用紙には、梶栗が会長を務める統一教会の友好団体「世界平和連合」[30]に関する記述があり、「次期参議院選挙の地方区で、世界平和連合の応援を希望する議員がおられればお書き下さい」と書かれてあった[31]。

### その他
- 生まれ故郷の泰阜村に父と母、妻の4人で暮らしている。2016年参院選の際には地元で選挙活動を行っていなかったにもかかわらず、同村を含む南信州地域からは2,264票の得票を得た[2]。
- 2016年の参院選の際は、僻地医療に従事してきた経験から、「国民の健康を大切にする国づくり」を掲げて選挙に臨んだ。国民皆保険制度を日本が世界に誇る制度としてその堅持を主張した[2]。